# Leden 2009
4. ledna – neděle
 Bylo svoláno krizové zasedání Rady bezpečnosti OSN k situaci v oblasti pásma Gazy. Generální tajemník Pan Ki-mun vyzývá k okamžitému zastavení vojenských operací, ale vzhledem k odmítavému postoji USA nebylo vydáno prohlášení, které by k tomuto kroku Izrael a hnutí Hamas vyzývalo.
6. ledna – úterý
 Rusko snížilo dodávky plynu do evropských zemí přibližně na třetinu. Do Bulharska, Turecka, Řecka a Makedonie se prakticky zastavily.
 Izraelská ofenziva v pásmu Gazy pokračuje. V dnešní noci jeho armáda ztratila tři vojáky, kteří byli zabiti střelou z izraelského tanku. Na palestinské straně bylo zabito již přes 550 osob.
7. ledna – středa
 Dodávky ruského plynu do evropských zemí přes Ukrajinu se zcela zastavily. To způsobuje problémy mnoho na něm závislým zemím. Slovensko vyhlásilo nouzový stav. Česko čerpá ze zásob.
 Slovenský premiér Robert Fico prohlásil, že Slovensko by kvůli problémům s dodávkami plynu z Ruska mohlo znova spustit blok V1 Jaderné elektrárny Jaslovské Bohunice. Slovensko ho muselo uzavřít na základě dohod s Evropskou unií k 31. 12. 2006; blok V2 byl odpojen 31. 12. 2008. Další dva bloky zatím zůstávají v provozu.
 Izrael odpoledne zastavil na tři hodiny palbu. Přestávky se budou z humanitárních důvodů konat každý den. Stejné příměří přislíbil i Hamas.
8. ledna – čtvrtek
 Rada bezpečnosti Organizace spojených národů na zasedání v New Yorku schválila rezoluci, která požaduje okamžité zastavení bojů v palestinském pásmu Gazy a stažení izraelských jednotek.
 Agentura OSN pro pomoc palestinským uprchlíkům přerušila svou činnost na území Gazy v reakci na úmrtí řidiče vozu s humanitární pomocí, který zahynul při útoku izraelských jednotek.
9. ledna – pátek
Keňská vláda kvůli nedostatku potravin vyhlásila výjimečný stav, aby mohla uvolnit finanční rezervy pro potravinovou pomoc, neboť až 10 milionům Keňanů kvůli velkým suchům a neúrodě hrozí hlad.
 V Kyjevě na jednání zprostředkované delegací Evropské unie přistoupila Ukrajina i Rusko k umístění mise pozorovatelů na svých plynárenských zařízeních, které by měly monitorovat obnovení a plynulost dodávek zemního plynu z Ruska přes Ukrajinu do Evropy.
10. ledna – sobota
 Barbora Špotáková byla vyhlášena Sportovcem roku 2008 České republiky.
11. ledna – neděle
 V Bratislavě zemřel slovenský básník Milan Rúfus.
12. ledna – pondělí
 Ve věku 74 let zemřel v Paříži francouzský filmový producent a režisér Claude Berri.
 V Topolánkově vládě dochází k personálním změnám. Po Jiřím Čunkovi odchází i ministři Tomáš Julínek, Aleš Řebíček (oba ODS) a Džamila Stehlíková (SZ). Jejich nástupci by měli být jmenováni 23. ledna.
 Český vicepremiér Jiří Čunek (KDU-ČSL) rezignoval ve zvláštním tiskovém vystoupení před novináři na posty místopředsedy vlády a ministra pro místní rozvoj.
13. ledna – úterý
 Evropský parlament v Štrasburku schválil nová pravidla pro používání pesticidů v zemědělství, jež zakazuje používání 22 pesticidů, které nejvíc škodí lidskému zdraví.
 Na uvolněná křesla v Topolánkově vládě by měli usednout Petr Bendl (ODS, doprava), Daniela Filipiová (ODS, zdravotnictví), Michael Kocáb (bezpartijní za SZ, lidská práva a národnostní menšiny) a Pavel Svoboda (KDU-ČSL, šéf legislativní rady). Cyril Svoboda by měl vést ministerstvo pro místní rozvoj a Vlasta Parkanová získat post vicepremiérky.
 Ruský plynárenský koncern Gazprom obnovil dodávky plynu pro balkánské odběratele přes Ukrajinu.
14. ledna – středa
 Podle informací ČTK zemřel v Praze uznávaný český architekt Jan Kaplický. Ve stejný den se mu taktéž narodila dcera.
15. ledna – čtvrtek
 V Bruselu byla oficiálně odhalena kontroverzní plastika Entropa znázorňující stereotypy o zemích EU. Dílo je oficiální prezentací českého předsednictví Rady Evropské unie.
19. ledna – pondělí
 Ruské dodávky plynu do Evropy přes Ukrajinu mají být dnes po 12 dnech plně obnoveny.
20. ledna – úterý
 V 18:00 hod CET složí na západních schodech Kapitolu přísahu nový 44. prezident USA Barack Obama. Před ním se funkce ujme 47. viceprezident USA Joseph Biden.
 Ukrajinsko-slovenská hraniční stanice Užhorod před polednem ohlásila první dodávky plynu z Ruska.
21. ledna – středa
  Finančník Viktor Kožený, který je stíhaný i v České republice za údajnou zpronevěru ve výši 16 miliard korun, dosáhl u londýnského soudu dohody s investiční společností Omega Advisors. Ta po něm žádala přes 100 miliónů dolarů. Tím mu byl odblokován zmrazený majetek v několika zemích světa.
 Papež Benedikt XVI. zrušil exkomunikaci biskupů Kněžského bratrstva sv. Pia X., včetně popírače holocaustu Richarda Williamsona.
22. ledna – čtvrtek
 Ve věku 76 let zemřel novinář, historik, publicista a bývalý předseda Demokratické iniciativy Emanuel Mandler.
  Papež Benedikt XVI. potvrdil, že v září letošního roku uskuteční oficiální návštěvu České republiky.
23. ledna – pátek
 Japonsko vypustilo satelit Ibuki, první satelit určený primárně ke zkoumání skleníkového efektu
24. ledna - sobota
 Ničivá vichřice o rychlosti až 200 km/h s epicentrem nad Biskajským zálivem se přehnala severním Španělskem a jižní Francií. Zahynulo 26 osob; největší tragédií byla smrt čtyř dětí v katalánském městě Sant Boi de Llobregat. V Galicii vítr zničil chovnou stanici, kde přišlo o život 3000 králíků.
25. ledna – neděle
 Srílanská vládní vojska dobyla město Mullaittivu, poslední významný opěrný bod Tamilských tygrů
26. ledna – pondělí
 V důsledku sporů zapříčiněných světovou finanční krizí a s ní souvisejícími ekonomickými problémy země se na Islandu rozpadla vláda premiéra Haardeho.
27. ledna – úterý
 Zemřel americký spisovatel John Updike.
 Novým patriarchou Ruské pravoslavné církve byl zvolen metropolita Kirill.
 Agentura Interfax s odvoláním na vysoký vojenský zdroj oznámila, že Rusko zatím nerozmístí rakety Iskanders v Kaliningradu, jak původně slibovalo, protože s nástupem prezidenta Baracka Obamy USA změnily postoj v otázce radaru a protiraketové základny v České republice a Polsku.
29. ledna – čtvrtek
 Rod Blagojevich byl v impeachmentu shledán vinným ve věci zneužití moci a odvolán z funkce guvernéra státu Illinois
30. ledna – pátek
 Předsedou celostátního výboru Republikánské strany USA, de facto předsedou strany, byl poprvé zvolen Afroameričan, bývalý zástupce marylandského guvernéra Michael Steele.
 Ke zhoršení vztahů došlo mezi Severokorejskou a Jihokorejskou republikou. Pchjongjang oznámil vypovězení všech konstruktivních smluv, které uzavřel v minulých letech se svým jižním sousedem. Hovoří se o vyvinutí tlaku na nepřátelsky zaměřeného jihokorejského prezidenta I Mjong-baka a zkoušku nové americké vlády.
31. ledna – sobota
 V Iráku probíhají důležité volby do regionálních zastupitelstev, které jsou považovány za zkoušku stability země. Účast přislíbili i sunnité.
 Umírněný islamista šajch Šaríf Ahmed byl dnes zvolen novým prezidentem Somálska.